# Maesa denticulata
Maesa denticulata är en viveväxtart som beskrevs av Carl Christian Mez. Maesa denticulata ingår i släktet Maesa och familjen viveväxter. Inga underarter finns listade i Catalogue of Life.